# 埃文斯米爾斯 (紐約州)
埃文斯米爾斯（英語：Evans Mills）是位於美國紐約州傑佛遜縣的村。

## 人口
根據2020年美國人口普查的數據，埃文斯米爾斯的面積為2.12平方千米，皆為陸地。當地共有人口678人，而人口密度為每平方千米320人。